# 西南城 (密蘇里州)
西南城（英語：Southwest City）是位於美國密蘇里州麥克唐納縣的城市。

## 人口
根據2020年美國人口普查的數據，西南城的面積為3.85平方千米，當中陸地面積為3.79平方千米，而水域面積為0.06平方千米。當地共有人口922人，而人口密度為每平方千米239人。